# Ołeksandr Łucki
Ołeksandr Łucki ps. Andrijenko, Bohun, Bohdan, Berkut (ur. 1910 w Bednarowie, powiat stanisławowski, zm. 13 listopada 1946 w Kijowie) – dowódca Ukraińskiej Narodowej Samoobrony, oficer Ukraińskiej Powstańczej Armii.

## Życiorys
Ukończył gimnazjum w Stanisławowie, wstąpił do Organizacji Ukraińskich Nacjonalistów, pracował w Proświcie. W latach 1933–1937 odbywał karę więzienia. Po odbyciu kary w latach 1937–39 był przewodniczącym OUN w Stanisławowie.
Po agresji III Rzeszy i ZSRR na Polskę przedostał się przez sowiecko-niemiecką linię demarkacyjną do Krakowa, był słuchaczem Szkoły Oficerskiej im. Konowalca. W marcu 1940 z grupą Dmytro Myrona przedostał się nielegalnie z powrotem na tereny okupacji sowieckiej.
Został okręgowym przewodniczącym OUN w województwie stanisławowskim. Był uczestnikiem II Walnego Zjazdu OUN, następnie wstąpił do wojska (Batalion „Nachtigall”). Po rozformowaniu tej jednostki służył w 201. batalionie policyjnym. W 1943 zajął się organizowaniem i dowodzeniem oddziałami Ukraińskiej Narodowej Samoobrony. Po jej wcieleniu do Ukraińskiej Powstańczej Armii w grudniu 1943, został pierwszym dowódcą grupy UPA-Zachód. W maju 1944 aresztowany przez Gestapo, więziony przez miesiąc, uwolniony. Po uwolnieniu odsunięty od wszystkich funkcji w UPA, w jego sprawie prowadziła postępowanie kontrwywiadowcze Służba Bezpeki. 
29 stycznia 1945 został zatrzymany wraz z żoną przez specjalny oddział NKWD udający oddział UPA, aresztowany, po ponad rocznym śledztwie skazany na śmierć, rozstrzelany.